# Equitazione ai Giochi della XXX Olimpiade - Concorso completo individuale
Il concorso completo individuale della disciplina dell'equitazione ai giochi olimpici di Londra 2012 si è svolta tra il 28 e il 31 luglio 2012 presso il Parco Reale di Greenwich.

La gara, a cui hanno preso parte 74 binomi (cavaliere+cavallo), consisteva in una prova di dressage, di cross-country e di salto.
Per i primi 25 binomi della classifica completa seguiva anche una seconda prova di salto che ha decretato la vittoria del binomio tedesco Michael Jung e Sam.
Il percorso del cross-country era lungo 5728 metri con 28 ostacoli e 40 prove per un tempo consentito di 10:03 minuti (calcolata una velocità media di 570 m/min); la gara di salto ostacoli si è svolta su 515 metri per un tempo consentito di 1:23 minuti.

## Programma
| Data                                          | Ora         | Turno                       |
| --------------------------------------------- | ----------- | --------------------------- |
| Sabato 28 luglio 2012 Domenica 29 luglio 2012 | 10:00       | Dressage                    |
| Lunedì 30 luglio 2012                         | 12:30       | Cross-country               |
| Martedì 31 luglio 2012                        | 10:30 14:30 | Salto Qualificazioni Finale |

## Classifica finale
I binomi, nonostante il punteggio, non sono entrati in finale poiché già vi erano altri tre rappresentanti della propria nazione
| Posizione | Cavaliere               | Cavallo                   | Nazione       | Dressage | Cross-C   | Salto    | Totale | 2° Salto | Tot F |
| --------- | ----------------------- | ------------------------- | ------------- | -------- | --------- | -------- | ------ | -------- | ----- |
|           | Michael Jung            | Sam                       | Germania      | 40.60    | 0.00      | 0.00     | 40.60  | 0.00     | 40.60 |
|           | Sara Algotsson Ostholt  | Wega                      | Svezia        | 39.30    | 0.00      | 0.00     | 39.30  | 4.00     | 43.30 |
|           | Sandra Auffarth         | Opgun Louvo               | Germania      | 40.00    | 4.80      | 0.00     | 44.80  | 0.00     | 44.80 |
| 4         | Andrew Nicholson        | Nereo                     | Nuova Zelanda | 45.00    | 0.00      | 0.00     | 45.00  | 4.00     | 49.00 |
| 5         | Mary King               | Imperial Cavalier         | Gran Bretagna | 40.90    | 1.20      | 0.00     | 42.10  | 8.00     | 50.10 |
| 6         | Kristina Cook           | Miners Frolic             | Gran Bretagna | 42.00    | 0.00      | 1.00     | 43.00  | 8.00     | 51.00 |
| 7         | Aoife Clark             | Master Crusoe             | Irlanda       | 48.90    | 3.60      | 0.00     | 52.50  | 0.00     | 52.50 |
| 8         | Zara Phillips           | High Kingdom              | Gran Bretagna | 46.10    | 0.00      | 7.00     | 53.10  | 0.00     | 53.10 |
| 9         | Karen O'Connor          | Mr Medicott               | Stati Uniti   | 48.20    | 5.60      | 5.60     | 53.80  | 0.00     | 53.80 |
| 10        | Jonathan Paget          | Clifton Promise           | Nuova Zelanda | 44.10    | 4.80      | 8.80     | 52.90  | 1.00     | 53.90 |
| 11        | Vittoria Panizzon       | Borough Pennyz            | Italia        | 53.50    | 0.00      | 1.00     | 54.50  | 0.00     | 54.50 |
| 12        | Mark Todd               | Campino                   | Nuova Zelanda | 39.10    | 0.40      | 7.00     | 46.50  | 8.00     | 54.50 |
| 13        | Andrew Hoy              | Rutherglen                | Australia     | 41.70    | 7.60      | 8.00     | 57.30  | 0.00     | 57.30 |
| 14        | Joseph Murphy           | Electric Cruise           | Irlanda       | 55.60    | 4.80      | 0.00     | 60.40  | 0.00     | 60.40 |
| 15        | Karin Donckers          | Gazelle de la Brasserie   | Belgio        | 40.00    | 11.60     | 4.00     | 55.60  | 6.00     | 61.60 |
| 16        | Chris Burton            | HP Leilani                | Australia     | 46.10    | 0.00      | 4.00     | 50.10  | 12.00    | 62.10 |
| 17        | Nicolas Touzaint        | Hildago de L'Ile          | Francia       | 47.60    | 7.60      | 5.00     | 57.20  | 7.00     | 64.20 |
| 18        | Niklas Lindbäck         | Mister Pooh               | Svezia        | 45.20    | 2.80      | 9.00     | 57.00  | 11.00    | 68.00 |
| 19        | Stefano Brecciaroli     | Apollo WD Wendi Kurt Hoev | Italia        | 38.50    | 11.60     | 11.00    | 61.10  | 8.00     | 69.10 |
| 20        | Ludvig Svennerstål      | Shamwari                  | Svezia        | 43.70    | 0.40      | 8.00     | 52.10  | 20.00    | 72.10 |
| 21        | Mark Kyle               | Coolio                    | Irlanda       | 58.70    | 7.20      | 6.00     | 71.90  | 4.00     | 75.90 |
| 22        | Jessica Phoenix         | Exponential               | Canada        | 54.80    | 2.40      | 14.00    | 71.20  | 8.00     | 79.20 |
| 23        | Phillip Dutton          | Mystery Whisper           | Stati Uniti   | 44.30    | 2.80      | 23.00    | 70.10  | 11.00    | 81.10 |
| 24        | Lionel Guyon            | Nemetis de Lalou          | Francia       | 50.90    | 20.00     | 0.00     | 70.90  | 21.00    | 91.90 |
| 25        | Ingrid Klimke           | Butts Abraxxas            | Germania      | 39.30    | 0.00      | 9.00     | 48.30  | Ritirato |       |
| 26        | Dirk Schrade            | King Artus                | Germania      | 39.80    | 10.80     | 0.00     | 50.60  |          |       |
| 27        | William Fox-Pitt        | Lionheart                 | Gran Bretagna | 44.10    | 9.20      | 0.00     | 53.30  |          |       |
| 28        | Nicola Wilson           | Opposition Buzz           | Gran Bretagna | 51.70    | 0.00      | 4.00     | 55.70  |          |       |
| 29        | Caroline Powell         | Lenamore                  | Nuova Zelanda | 52.20    | 1.60      | 4.00     | 57.80  |          |       |
| 30        | Malin Petersen          | Sofarsogood               | Svezia        | 60.40    | 0.80      | 6.00     | 67.20  |          |       |
| 31        | Peter Thomsen           | Barny                     | Germania      | 58.50    | 5.20      | 8.00     | 71.70  |          |       |
| 32        | Jonelle Richards        | Flintstar                 | Nuova Zelanda | 56.70    | 6.00      | 9.00     | 71.70  |          |       |
| 33        | Andrew Heffernan        | Millthyne Corolla         | Paesi Bassi   | 50.60    | 12.40     | 12.00    | 75.00  |          |       |
| 34        | Virginie Caulier        | Nepal du Sudre            | Belgio        | 48.30    | 21.20     | 9.00     | 78.50  |          |       |
| 35        | Lucinda Fredericks      | Flying Finish             | Australia     | 40.00    | 38.00     | 1.00     | 79.00  |          |       |
| 36        | Linda Algotsson         | La Fair                   | Svezia        | 59.80    | 20.00     | 0.00     | 79.80  |          |       |
| 37        | William Coleman         | Twizzel                   | Stati Uniti   | 46.30    | 36.40     | 2.00     | 84.70  |          |       |
| 38        | Tim Lips                | Oncarlos                  | Paesi Bassi   | 51.70    | 22.00     | 13.00    | 86.70  |          |       |
| 39        | Atsushi Negishi         | Pretty Darling            | Giappone      | 50.40    | 25.60     | 12.00    | 88.00  |          |       |
| 40        | Tiana Courdray          | Ringwood Magister         | Stati Uniti   | 52.00    | 25.60     | 11.00    | 88.60  |          |       |
| 41        | Nina Ligon              | Butts Leon                | Thailandia    | 53.90    | 16.00     | 22.00    | 91.90  |          |       |
| 42        | Ruy Fonseca             | Tom Bombadill Too         | Brasile       | 53.90    | 26.40     | 12.00    | 92.30  |          |       |
| 43        | Ronald Zabala-Goetschel | Master Rose               | Ecuador       | 53.30    | 36.00     | 7.00     | 96.30  |          |       |
| 44        | Marcelo Tosi            | Eleda All Black           | Brasile       | 58.00    | 29.60     | 10.00    | 97.60  |          |       |
| 45        | Aurelien Kahn           | Cadiz                     | Francia       | 55.90    | 39.60     | 7.00     | 102.50 |          |       |
| 46        | Marcio Carvalho         | Josephine                 | Brasile       | 58.50    | 42.80     | 4.00     | 105.30 |          |       |
| 47        | Michail Nastenko        | Coolroy Piter             | Russia        | 59.80    | 52.00     | 2.00     | 113.80 |          |       |
| 48        | Toshiyuki Tanaka        | Marquis de Plescop        | Giappone      | 55.0     | 60.00     | 4.00     | 119.00 |          |       |
| 49        | Alexander Peternell     | Asih                      | Sudafrica     | 70.40    | 46.00     | 7.00     | 123.40 |          |       |
| 50        | Denis Mesples           | Oregon de la Vigne        | Francia       | 61.50    | 45.00     | 19.00    | 126.50 |          |       |
| 51        | Samantha Albert         | Carraig Dubh              | Giamaica      | 67.20    | 54.00     | 21.00    | 142.20 |          |       |
| 52        | Aljaksandr Faminoŭ      | Pasians                   | Bielorussia   | 63.70    | 52.80     | 34.00    | 150.50 |          |       |
| 53        | Andrej Koršunov         | Fabiy                     | Russia        | 80.20    | 32.80     | 52.00    | 165.00 |          |       |
| 54        | Donatien Schauly        | Ocarina du Chanois        | Francia       | 44.40    | 9.20      | Ritirato |        |          |       |
| 55        | Boyd Martin             | Otis Barbotiere           | Stati Uniti   | 50.70    | 3.60      | Ritirato |        |          |       |
| 56        | Joris van Springel      | Lully des Aulnes          | Belgio        | 51.90    | 12.80     | Ritirato |        |          |       |
| 57        | Pawel Spisak            | Wag                       | Polonia       | 54.80    | 22.40     | Ritirato |        |          |       |
| 58        | Marc Rigouts            | Dunkas                    | Belgio        | 50.70    | 56.80     | Ritirato |        |          |       |
| 59        | Michelle Mueller        | Amistad                   | Canada        | 57.00    | 63.20     | Ritirato |        |          |       |
| —         | Yoshiaki Oiwa           | Noonday de Conde          | Giappone      | 38.10    | Eliminato |          |        |          |       |
| —         | Clayton Fredericks      | Bendigo                   | Australia     | 40.40    | Eliminato |          |        |          |       |
| —         | Kenki Sato              | Chippieh                  | Giappone      | 42.20    | Eliminato |          |        |          |       |
| —         | Sam Griffiths           | Happy Times               | Australia     | 45.40    | Eliminato |          |        |          |       |
| —         | Camilla Speirs          | Portersize Just A Jiff    | Irlanda       | 47.60    | Eliminato |          |        |          |       |
| —         | Hawley Bennett-Awad     | Gin & Juice               | Canada        | 48.70    | Eliminato |          |        |          |       |
| —         | Rebecca Howard          | Riddle Master             | Canada        | 50.60    | Eliminato |          |        |          |       |
| —         | Elaine Pen              | Vira                      | Paesi Bassi   | 52.20    | Eliminato |          |        |          |       |
| —         | Carl Bouckaert          | Cyrano Z                  | Belgio        | 53.50    | Eliminato |          |        |          |       |
| —         | Takayuki Yumira         | Latina                    | Giappone      | 58.50    | Eliminato |          |        |          |       |
| —         | Michael Ryan            | Ballylynch Adventure      | Irlanda       | 60.20    | Eliminato |          |        |          |       |
| —         | Peter Barry             | Kilrodan Abbott           | Canada        | 61.70    | Eliminato |          |        |          |       |
| —         | Alena Celiapuškina      | Passat                    | Bielorussia   | 69.10    | Eliminato |          |        |          |       |
| —         | Harald Ambros           | O-Feltiz                  | Austria       | 69.50    | Eliminato |          |        |          |       |
| —         | Serguei Fofanoff        | Barbara                   | Brasile       | 72.00    | Eliminato |          |        |          |       |